# Tomáš Rumíšek
Tomáš Rumíšek (21. května 1923 Javorník – 6. května 1953 Věznice Pankrác) byl český kovář a protikomunistický odbojář odsouzený komunistickým režimem k trestu smrti a popravený v roce 1953.

## Životopis
Narodil se v roce 1923 v Javorníku. Živil se jako kovář. Se svou ženou měl nejméně dvě děti.

### Po únoru 1948
V březnu 1949 došlo k zastřelení funkcionáře KSČ v Rumíškově rodném Javorníku, s nímž měl Rumíšek před vraždou spory. Rumíšek měl být násilnické povahy a trpět alkoholismem a z vraždy byl posléze obviněn, když u něj byla nalezena nelegálně držená zbraň. Posléze však bylo zjištěno, že z ní vražda spáchána nebyla. V srpnu 1949 tak byl Rumíšek propuštěn z vazby. Nedlouho poté však za drobný trestný čin odsouzen k několikaměsíčnímu trestu odnětí svobody za použití fyzického násilí. Vězněn byl mimo jiné v Ostrově. V lednu 1952, již po propuštění z vězení, požádal svého přítele o pomoc se sehnáním výbušnin a zbraní s cílem odpálit železnici procházející v okolí. Postupně se tak začal angažovat v protikomunistickém odboji, přičemž svým spolupracovníkům se k vraždě komunistického funkcionáře přiznal. V červenci 1952 byl poté zatčen při pokusu o útěk do Rakouska, když se stal obětí agentů provokatérů Státní bezpečnosti. V září 1952 na něj bylo podáno trestní oznámení a v prosinci 1952 na něj podala žalobu také státní prokuratura v Brně. V lednu 1953 byl v politickém procesu konaném v Uherském Hradišti poté odsouzen k trestu smrti.

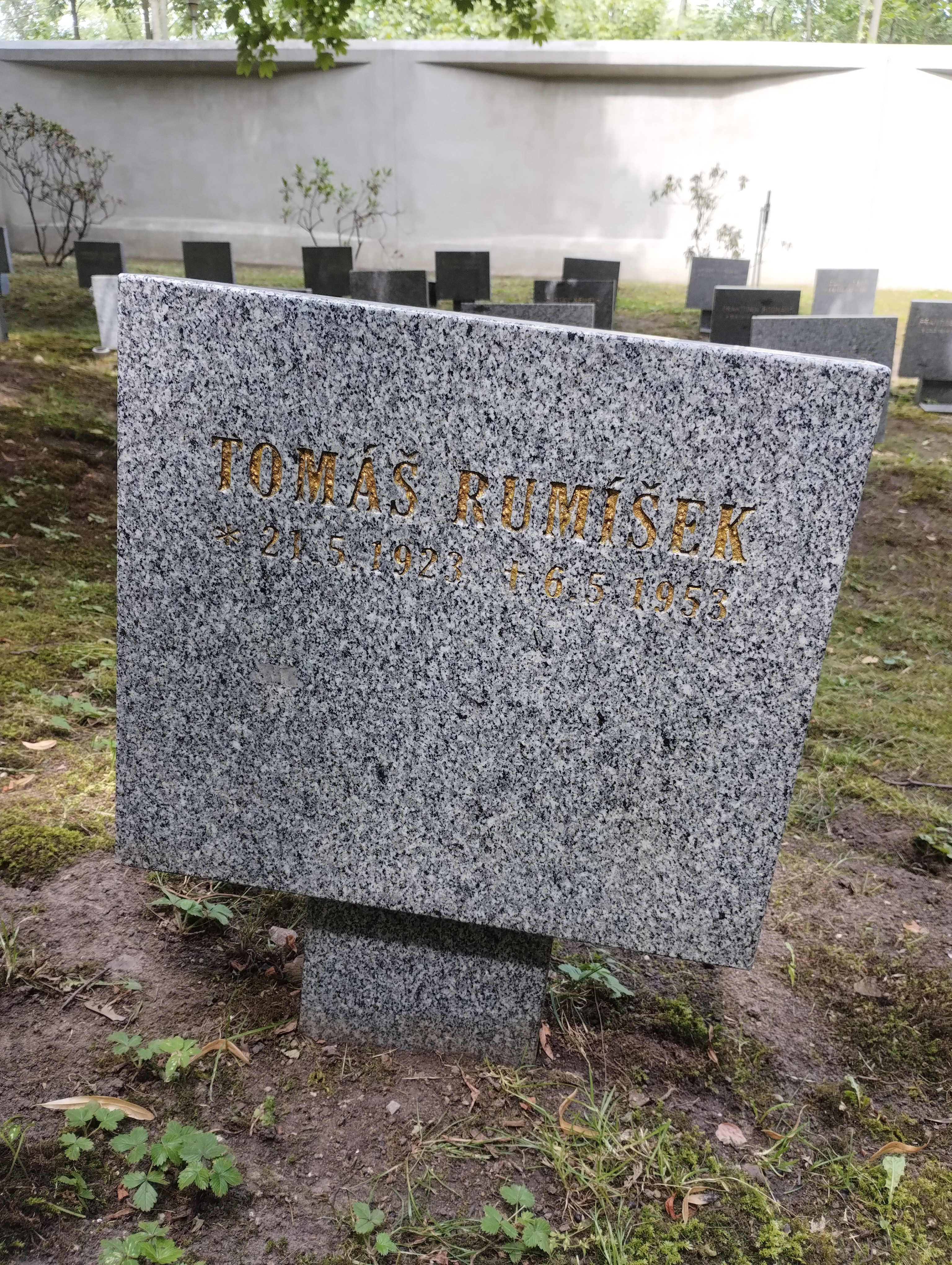
Symbolický náhrobek T. Rumíška na Čestném pohřebišti v Ďáblicích

Při vynesení rozsudku uvedl soud mj. toto zdůvodnění: „Tento skutečně hrozný čin byl motivován jedině pohnutkou politickou, totiž v osobě zavražděného a jeho násilným odstraněním z veřejného života napadnouti přímo lidově demokratické zřízení, zejména socialisační charakter našeho státu s čímž se obviněný Rumíšek nemohl zžít a tímto způsobem přispět ke zvratu a opětnému nastolení kapitalistického režimu.“
Rumíšek se proti rozsudku odvolal, nicméně v březnu 1953 bylo odvolání zamítnuto. Udělena mu nebyla ani prezidentská milost. Popraven byl v květnu 1953. Co se po jeho smrti stalo s jeho tělem, je neznámé.